# A magyar katona vitézségének ezer éve
A magyar katona vitézségének ezer éve egy 20. század első felében megjelent nagy terjedelmű magyar nyelvű történelmi mű volt, szerkesztője Pilch Jenő.
Az 1933-ban a Franklin Irodalmi és Nyomdai Rt. jóvoltából szerkesztésében megjelent, összességében mintegy 500 oldal terjedelmű, 2 kötetes, díszes borítójú, nagy képanyaggal rendelkező mű egy népszerűsítő történelmi munka az magyar katonaság történelméről. Reprint kiadása nincs, elektronikus formában jelenleg csak az első kötet érhető el az Arcanum honlapján. Az egyes kötetek külön címet nem kaptak.